# REBEL MOON: 파트 1 불의 아이
《REBEL MOON: 파트 1 불의 아이》(한국어: 레벨 문: 파트 1 불의 아이, 영어: Rebel Moon: Part One – A Child of Fire)는 2023년 개봉한 미국의 서사, 스페이스 오페라 영화이다. 잭 스나이더가 감독과 공동각본을 맡았다.

## 줄거리
제국주의적인 모성 세계의 지배를 받는 은하계를 배경으로, 군사 조직인 임페리움은 벨트 행성의 한 마을을 위협한다. 과거 임페리움 군인이었던 코라는 마을을 지키기 위해 은하계 각지에서 전사들을 모으는 여정에 나선다. 그녀는 임페리움 사령관 발리사리우스에게 입양되어 아르텔레이스라는 이름을 얻었지만, 모성 세계의 공주 암살 사건 이후 임페리움에 환멸을 느꼈다.
코라는 거너와 함께 항구 도시 프로비던스에 도착해 밀수꾼 카이의 도움을 받아 과거 임페리움 장군이었던 타이투스를 영입하려 한다. 그 과정에서 노예 신세에서 벗어난 전직 범죄자 타락, 사이보그 검객 네메시스를 만나 팀에 합류시킨다. 이들은 격투장 행성에서 술에 취해 폐인이 된 타이투스를 설득하여 합류시키고, 이전 거래를 통해 알아낸 반군 지도자 블러드액스 남매를 만나 그들의 도움을 얻으려 한다. 동생 다리안은 마을을 돕기로 하지만, 누나 데브라는 승산이 없다며 거절한다. 그러나 반군을 도운 대가로 모성 세계는 행성을 파괴한다.
카이는 마지막 밀수 일을 마무리한다며 일행을 미등록 교역소로 데려간다. 그러나 그곳은 임페리움의 장군 노블의 함정이었고, 카이는 그들을 노블에게 배신한다. 코라 일행은 노블과의 전투에서 여러 희생을 치르지만, 코라는 노블을 죽이고 다시 벨트 행성으로 돌아간다. 한편, 노블은 모성 세계 군대에 의해 부활하여 발리사리우스로부터 코라를 생포하라는 명령을 받는다. 결국 코라와 그녀의 전사들은 벨트 행성으로 돌아가 임페리움과의 전투를 준비하게 된다.

## 출연진
- 소피아 부텔라 - 코라
- 자이먼 운수 - 타이터스 장군
- 찰리 허냄 - 카이
- 미힐 하위스만 - 거너
- 스타즈 네어 - 타라크
- 배두나 - 네메시스
- 레이 피셔 - 대리언 블러드액스
- 클리어패트라 콜먼 - 데브라 블러드액스
- E. 더피 - 밀리어스
- 앤서니 홉킨스 - 지미(목소리 출연)
- 제나 멀론 - 하마다
- 에드 스크라인 - 애티커스 노블 제독
- 프라 피 - 리젠트 벨리세리어스
- 스튜어트 마틴
- 코리 스톨
- 케리 엘위스
- 알폰소 에레라
- 리안 리스
- 레이 포터
- 잉바르 에거트 지거드슨
- 스카이 양
- 샬롯 매기